# Cadorela translucida
Cadorela translucida är en fjärilsart som beskrevs av Griveaud 1973. Cadorela translucida ingår i släktet Cadorela och familjen tofsspinnare. Inga underarter finns listade i Catalogue of Life.